# Alofi Football Club
L'Alofi Football Club o semplicemente Alofi è una squadra calcistica niueana con sede nella città di Alofi.

## Storia
L'Alofi vince il primo Campionato niueano di sempre nel 1985. Nel 2001 torna campione e fa doppietta vincendo anche la Knockout cup, nel 2018 e 2019 vince nuovamente il campionato portando i suoi titoli nazionali ad un totale di 4.

## Palmarès
Competizioni nazionali
- Campionato niueano: 4

1985, 2001, 2018, 2019
- Knockout: 1

2001